# Les Gonds
Les Gonds är en kommun i departementet Charente-Maritime i regionen Nouvelle-Aquitaine i västra Frankrike. Kommunen ligger  i kantonen Saintes-Est som ligger i arrondissementet Saintes. År 2022 hade Les Gonds 1 759 invånare.

## Befolkningsutveckling
Antalet invånare i kommunen Les Gonds
Referens:INSEE